# 打醬油
打醬油是源自中国大陆的网络用语，原意是去商店购买酱油，后来衍生出两种用法：一个是传统意思，例如“某某人的孩子都可以打酱油了”是指孩子很大了，可以帮着做家务，其父母不再年轻。另一个是网络用语，指对公众话题不关心，有“与我无关”或“不予置评”之意，相当于“路人心态”。进而演员在影视作品中跑龙套也被称作“打酱油”。如果说某官员打酱油，则指其不尽责。

## 由来
網上流傳，2008年广州电视台记者在街头随机采访市民，“请问你对艳照门有什么看法？”某男性受访者从容应答：“关我屌事，我出来买酱油的……”该模因图迅速流传，并被修改为多个版本。“酱油男”成为被广大网友调侃的对象，“打酱油”迅速成为很多论坛上的流行语，并且派生出了“酱油族”等网络词汇。但该名记者表示采访者没有说出“我出来买酱油的”，采访的主题也和艳照门无关。

## 延伸
在ACG界裏，因一本著名的《K-ON》十八禁同人誌《Azus@ttack》內容以角色中野梓（暱稱梓喵）外出買醬油為開場，因此冒起了「梓喵打醬油」（梓喵買醬油）之說，後來更延伸至以某女性角色「打醬油」來暗喻她涉及色情行為的用法。